# Cirebon

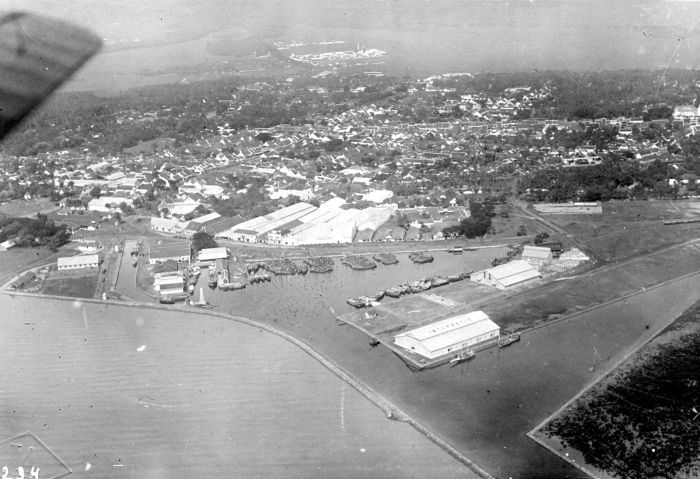
Luchtfoto van de prauwenhaven van Cirebon

Cirebon, vroeger geschreven als Cheribon/Chirebon of Tjirebon, maar nog steeds uitgesproken als "Tjie-re-bon", wat letterlijk betekent garnalenrivier in het Soendanees, is een havenstad aan de noordkust van West-Java in Indonesië met ruim 300.000 inwoners. De stad, gelegen in het regentschap Cirebon, kent drie kratons van de sultans. Verder is de stad bekend om haar tabaksfabriek (van de British-American Tobacco Company). Haar bijnaam is de garnalenstad.

## Geschiedenis
Er was hier een klein vissersplaatsje (Muara Jati) met een havenmeester genaamd Ki Gedeng Tapa in de late 14e eeuw; deze havenmeester doopte dit plaatsje om tot Cirebon. In 1415 bracht de Chinese zeevaarder Cheng Ho hier de islam, vooral toen enkele bemanningsleden achterbleven en trouwden met lokale vrouwen. Islamieten uit de Arabische wereld meerden daarna in dit moslimvriendelijke plaatsje aan, wat de groei bevorderde. In 1448 kwam de Egyptische edelman Syarif Hidayatullah met zijn gevolg hier, onder wie de Arabische geestelijke Syeh Datu Kahfi. Deze geestelijke werd de islamheilige Gunung Jati van Cirebon. Zijn graftombe is een bedevaartsoord.
Door de overgang van prins Cakrabuoni van Pajajaran naar de islam en de bouw van zijn moskee in 1456 ging de verbreiding van de islam hard. Cirebon werd toen ook een vooraanstaande havenplaats in het handelsverkeer tussen het Midden-Oosten en China.
Het was een vazalstaat van Mataram toen de VOC in 1681 een contract sloot met de drie regerende sultans. Overigens deed de koning van Mataram officieel in 1705 afstand van o.a. Cheribon ten gunste van de compagnie. Dit contract is in stand gebleven tot ver na de opheffing van de VOC. In het begin van de 18e eeuw begon de VOC met het verbouwen van koffie in dit gebied, en in 1713 werden de eerste vrachten koffie naar Nederland gezonden. Er werd echter zoveel verbouwd dat er overschotten kwamen. Daarom werd er van de handel in koffie afgezien, en werd er voortaan in peper gehandeld. Andere handelsposten die onder Cheribon vielen waren: Indramajoe en Pamotangh. In de eerste werkten 4 VOC-dienaren, en in de andere 225. In 1813 werd door de Engelsen het sultansbestuur afgeschaft en door de teruggekeerde Nederlanders niet meer hersteld.
De drie kratons zijn terug te voeren op sultan Panembahan Ratu II die op zijn sterfbed besliste dat Cirebon moest worden verdeeld onder twee hoven: Kanoman en Kasepuhan. In 1697 werd een erfeniskwestie beslist door een herverdeling van het hof waardoor een derde kraton werd gevormd: Kacirebonan of Kaprabonan.
De vroegere feodale heersers zijn nog steeds invloedrijk, het zijn de sultan van Kasepuhan, de sultan van Kanoman en de panembahan van Kaprabonan, die lager in rang is dan zijn verwanten.
De stad is altijd grotendeels een echt Indonesische stad geweest, wat inhoudt dat er weinig "koloniale" gebouwen zijn. Wel heeft de Chinese gemeenschap een sterke stempel op de stad gedrukt, met hun uit China overgenomen bouwstijl. De stad had ook een Chinese "Kapitein", zoals de voorman van deze gemeenschap genoemd werd. Zijn grote huis is nu het politiebureau.
Het stadhuis is evenals het station in art-decostijl gebouwd en getooid met garnalen. Zijn bijnaam is dan ook het Garnalenhuis (Balai Udang).

## Kratons (Paleizen)
- Kraton Kanoman
- Kraton Kasepuhan
- Kraton Kacerbonin

## Infrastructuur

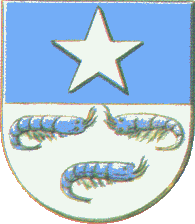
Het vroegere Gemeentewapen (tot 1950)

Het station in witte art-decostijl ligt op de route Jakarta-Soerabaja. Voorts loopt de noordelijke snelweg langs de stad. Er is een groot busstation voor interlokaal vervoer.
In 2018 is zo'n 50 km ten westen van de stad Cirebon de nieuwe internationale luchthaven Kertajati geopend.
De Grote Moskee van Cirebon is een van de oudste moskeeën in Indonesië.

## Burgemeesters van Cirebon
De stad kreeg in 1906 een gemeenteraad voorgezeten door een assistent-resident en vanaf 1921 door de burgemeester.
Nederlands-Indische tijd
- J.H. Johan (1921-1926)
- Roelof Adriaan Schotman (1926-1928)
- Jan Marie van Oostrom Soede (1929-1934)
- Mr. H.E. Boissevain (1935)
- Mr. Carl Erich Eberhard Kuntze (1936-1938)
- H. Scheffer (1939-1942)

## Geboren
- Willem Nicolaas Rose (1801-1877), Nederlands stadsarchitect van Rotterdam en rijksbouwmeester
- Willem Anton Engelbrecht (1874-1965), Nederlands militair
- Vic Gonsalves (1887-1922), Nederlands voetballer
- Olaf J. de Landell (1911-1989), Nederlands schrijver
- Jenny Dalenoord (1918-2013), Nederlands kinderboekenillustratrice
- Theo Uden Masman (1901-1965), Nederlands musicus
- Hans Vernes (1925-2001), Nederlands schrijver
- Barend Ferman (1939-1984), Nederlands burgemeester
- Jos Verdier (1941), Nederlands politicus